# Efulensia
Efulensia C.H.Wright – rodzaj rośliny z rodziny męczennicowatych (Passifloraceae Juss. ex Kunth in Humb.). Obejmuje co najmniej 2 gatunki występujące naturalnie w strefie międzyzwrotnikowej Afryki.

## Morfologia
PokrójWiecznie zielone, zdrewniałe pnącze z wąsami czepnymi.
LiścieNaprzemianległe. Liście złożone są z 2–5 całobrzegich listków.
KwiatyPromieniście symetryczne, obupłciowe, pojedyncze lub zebrane w kwiatostanach. Ma 5 wolnych lub zrośniętych działek kielicha oraz 5 wolnych lub zrośniętych płatków. 5 pręcików jest skondensowanych u podstawy.
OwoceZdrewniałe torebki otwierające się, gdy osiągną pełną dojrzałość.

## Systematyka
SynonimyGeorgiella
Pozycja systematyczna według APweb (2001...)Rodzaj należy do podrodziny Passifloroideae, rodziny męczennicowatych, rzędu malpigiowców (Malpighiales), należącego do kladu różowych w obrębie okrytonasiennych.
Wykaz gatunków
- Efulensia clematoides C.H.Wright
- Efulensia montana W.J.de Wilde